# عضلة مثنية طويلة للأصابع

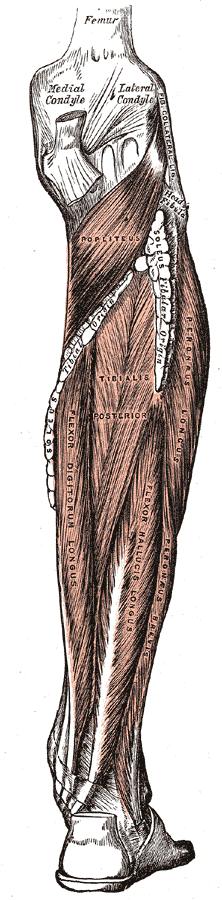
العَضَلَة المُثنِيَة الطَويلَة للأَصَابِع (Flexor digitorum Longus muscle)

العَضَلَة المُثنِيَة الطَويلَة للأَصَابِع  (باللاتينية: Musculus flexor digitorum longus) هي عضلة من عَضلات الطَرف السُفلي لِجسم الإنسان .

## المَنشأ
تَنشأ العَضَلَة المُثنِيَة الطَويلَة للأَصَابِع مِن أسفل الخَط النَعلي المَوجود على السَطح الخَلفي لِعَظمة الظنبوب (قصبة الساق) ،ومنَ الجانِب الإنسي (الوسطي) من الخَط العامودي لعظمة الظنبوب.

## المَغرس
يَنقسم الوَتر الخاص بهذهـ العضلة إلى أربعة أقسام نهائية تَنغرس في السُلاميات النِهائية لأصابع القَدم باستثناء إصبع القدم الكَبير .حَيث يَمر الوَتر الخاص بالعَضلة بشكل سَطحي بالنسبة لِلعَضلة الظُنبوبية الخَلفية.

## العَصب
يَتصل بِها العَصَب الظُّنبوبِي الخَلفي (Posterior tibial nerve).

## الحَركة
تَقوم هذه العَضلة بِـ:
1. ثَني المَفاصِلِ المِشْطِيَّةِ السُّلامِيَّة والمَفاصِل بينَ سُلاميات الأصابع باستثناء إصبع القدم الكَبير.
2. الثَني الأَخمصي (plantar flexion).
3. انقِلاب القَدم (inversion of the foot).
4. كَما تساعد في دَعم القَوس الطُولي الوَسطي في أَسفل القَدم.

## المَراجع
1. Lower Limb Anatomy Part IIB , Alexandria University Faculty of Medicine ,1st year, page.83